# Castel del Monte, Abruzzo
Castel del Monte là một đô thị thuộc tỉnh L'Aquila trong vùng Abruzzo Ý. Đô thị này có diện tích 58 km², dân số 480 người. Các đô thị giáp ranh gồm: Arsita (TE), Calascio, Castelli (TE), Farindola (PE), Ofena, Villa Celiera (PE), Villa Santa Lucia degli Abruzzi.

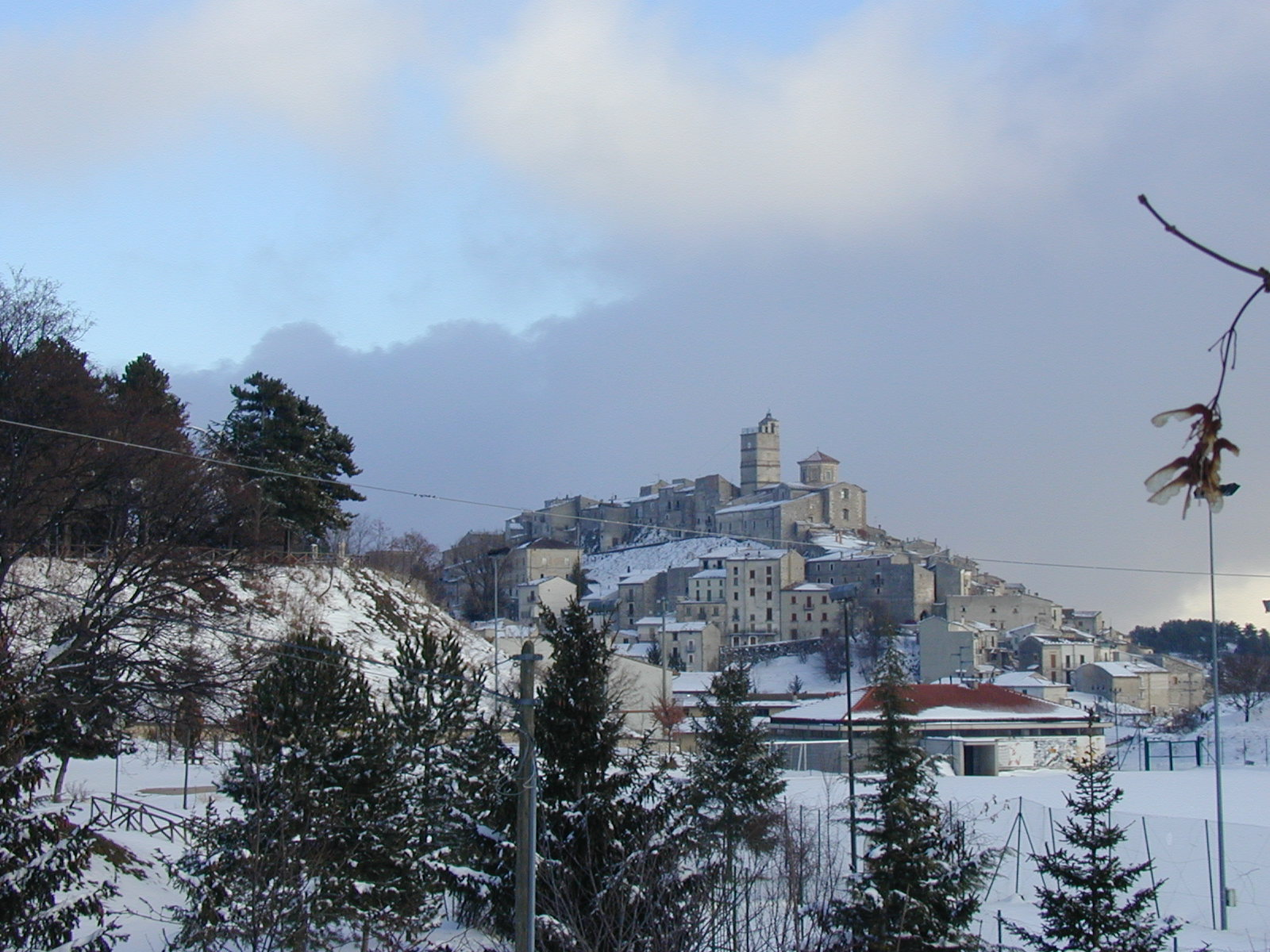
Cảnh Castel del Monte